# Dictynomorpha strandi
Dictynomorpha strandi är en spindelart som beskrevs av Sergei Aleksandrovich Spassky 1939. Dictynomorpha strandi ingår i släktet Dictynomorpha och familjen kardarspindlar. Inga underarter finns listade i Catalogue of Life.